# Пирятинский сырзавод
Пирятинский сырзавод (укр. Пирятинський сирзавод) — предприятие пищевой промышленности в городе Пирятин Полтавской области.

## История
Пирятинский сыродельный завод был создан в 1920 году. Во время Великой Отечественной войны и немецкой оккупации (18 сентября 1941 - 18 сентября 1943) предприятие пострадало, но в соответствии с четвёртым пятилетним планом восстановления и развития народного хозяйства СССР было восстановлено и вновь введено в эксплуатацию под наименованием Пирятинский масло-сыродельный завод.
В 1952–1954 годы завод был расширен, производственные мощности предприятия увеличились до 32 тонн продукции в сутки.
В 1969–1973 годы для завода были построены новые производственные корпуса (после чего предприятие, основной продукцией которого стали сыры, получило новое название - Пирятинский сырзавод), в 1982 году была проведена плановая реконструкция технологических цехов.
В советское время завод входил в число ведущих предприятий города.
После провозглашения независимости Украины завод перешёл в ведение министерства сельского хозяйства и продовольствия Украины.
В мае 1995 года Кабинет министров Украины утвердил решение о приватизации завода в течение 1995 года, после чего государственное предприятие было преобразовано в коллективное предприятие.
2 октября 2004 года коллективное предприятие "Пирятинский сырзавод" было реорганизовано в закрытое акционерное общество, в дальнейшем завод вошёл в состав холдинга «Молочный альянс». В 2005 - 2006 гг. на предприятии была проведена замена производственного оборудования, в 2007 году - установлена и введена в строй полностью автоматизированная линия формирования и прессования сыров испанской фирмы «Фибоса», в результате перерабатывающие мощности выросли до 500 т молока в сутки, производственные мощности - до 50 тонн готовой продукции в сутки (в том числе, до 1400 тонн сыров в месяц).
В 2008 году завод произвёл 15815 тонн сычужных и 1834 т плавленых сыров, в первом полугодии 2009 года на предприятии были установлены и введены в строй линия нарезки сыров немецкого производства и линия взвешивания и упаковки японского производства, после чего в июне 2009 года завод начал выпуск фасованных сыров.
В 2010 году численность работников предприятия составляла 835 человек, завод производил 47 тонн готовой продукции в сутки и входил в число крупнейших производителей сыра на Украине (обеспечивая 12% от объема производства в стране).
В феврале 2011 года в ходе проверки завода специалистами ГП "Полтавастандартметрология" были выявлены нарушения в технологии производства плавленых сыров (при изготовлении которых использовали растительные жиры). 2011 год завод завершил с чистой прибылью 5,5 млн. гривен.
В 2013 году завод принял участие во всеукраинском конкурсе качества продукции «100 кращих товарів України», представленный на конкурс твёрдый сыр "Сливочный" 50% жирности вошёл в число победителей конкурса в категории "Продовольственные товары".
В 2014 году положение предприятия осложнилось, объемы производства были уменьшены, однако 2014 год завод завершил с чистой прибылью 47,3 млн. гривен. 2015 год завод завершил с чистой прибылью 4,4 млн. гривен.
В январе 2016 года экспорт продукции завода был разрешён в Молдавию, в апреле 2016 года начались поставки продукции завода в Болгарию, в мае 2016 года продукция завода получила сертификат на соответствие требованиям к продуктам "халяль", разрешённых к употреблению в пищу мусульманам.

## Современное состояние
Завод производит молочную продукцию под торговыми марками "ПирятинЪ" и "Молочний Шлях": сыры (в том числе, твёрдые и плавленые сыры), сливочное масло, мороженое и цельномолочную продукцию.